# As Divinas... e Maravilhosas
As Divinas... e Maravilhosas foi uma telenovela produzida e exibida pela TV Tupi entre 19 de novembro de 1973 e 29 de junho de 1974.
Foi escrita por Vicente Sesso e dirigida por Henrique Martins e Oswaldo Loureiro.
Dos 184 capítulos originariamente exibidos, apenas 5 foram preservados, estando atualmente sob a guarda da Cinemateca Brasileira.

## Sinopse
O milionário Horácio Valadares de Lima deixa uma herança, modificando a vida de três mulheres, cada uma de uma faixa etária diferente: Catarina de 20 anos, Helena de 30 anos e Haydée de 40 anos.

## Elenco
- Nathália Timberg - Haydée
- Nicette Bruno - Helena
- Bete Mendes - Catarina (Cathy)
- John Herbert - Hélio
- Ênio Carvalho - Lúcio
- Sadi Cabral - Pascoal
- Geraldo Del Rey - Fabiano Fleury
- Bárbara Bruno - Remy
- Flávio Galvão - Wálter
- Arlete Montenegro - Márcia
- Yolanda Cardoso - Belinha
- Geórgia Gomide - Heloísa
- Glauce Graieb - Suzy
- Pepita Rodríguez - Flávia
- Maria Aparecida Baxter - Honorina (Melissa Lamour)
- Célia Coutinho - Malu
- Íris Bruzzi - Renée de Gourmont
- Elizabeth Hartmann - Beth
- José Lewgoy - Alonzo
- Geny Prado - Lina
- Nélson Caruso - Fred / Luís
- Graça Mello - Leandro
- Benedito Corsi - Tatá
- Jacira Sampaio - Mainha
- Marcelo Picchi - Paulo
- Elizabeth Gasper - Leilah
- Célia Coutinho - Malu
- Kito Junqueira - Dr. Cardoso
- Elaine Cristina - Marli
- Wálter Prado - Ênio
- Silvio Francisco - Haroldo
- Eleonor Bruno - Lisa
- Leonor Navarro - Dona Bia
- Cristina Mullins - Ziza
- Kleber Afonso - Pierre
- Fredy Kleeman - Januário
- Xisto Guzzi - Agripino Tancredo
- Arnaldo Weiss - Alfredo
- Jack Militello - Tamanco
- Mário Alimari - Dr. Napoleão
- Cazarré - Dr. Evandro
- Benjamin Cattan - Dr. Guerreiro
- Rúbens Moral - Santeiro
- José Parisi Jr. - Luisinho
- Silvia Leblon - Júlia
- Aída Mar - Dona Aída
- Edson Rabelo - Edson
- Zéluís Pinho - Julião
- Paulo Vila - Paulo
- Maria do Rocio
- Renato Restier
- Ivan Lima
- João Acaiabe
- Ricardina Rodrigues
- Taumaturgo Ferreira

### Participações especiais
- Procópio Ferreira - Dr. Horácio Severiano Valadares de Lima
- Rildo Gonçalves - Renato
- Paulo Goulart - Operário
- Oswaldo Loureiro - Garçom
- Leonor Lambertini - Diretora do colégio
- Jussara Freire

## Trilha sonora
O álbum da trilha sonora da telenovela As Divinas... e Maravilhosas foi lançada em 1973 pela Mercury Records em LP. O álbum composta as canções em português e inglês dos artistas nacionais e internacionais, conta com os diretores do estúdio Reunidos, Paulo de Tarso, Otavio Augusto e Romeu Giosa. 
O álbum começa com a canção do tema de abertura da telenovela, "Love's Theme" foi composto pelo maestro Barry White e interpretado por John Barry-Moore. A segunda faixa é "My Lady", foi composto e interpretado por Jorge Ben serve como tema da Helena. A terceira faixa, "Never For Me" composto por James Sturkey e interpretado por The Millionaires (foi lançada originalmente em 1967) serve como tema de Heloísa. A quarta faixa é "Donzela", composto por Naire Siqueira e Paulinho Tapajós e interpretada por Nara Leão servindo como tema da Catarina. A quinta faixa, "Smoke Gets In Your Eyes", foi compostos por Jerome Kern e Otto Harbach originalmente foi gravado em 1933, foi adaptado e interpretado pelo grupo musical estadunidense The Platters foi regravado em 1959, servindo como tema da Haydée. A sexta faixa é "Tema de Cathy" foi composto e interpretado por César Camargo Mariano, serve como segundo tema da Catarina. 
"Hey Girl", a sétima faixa da trilha, foi composto por Johnny Harris e o cantor Paul Anka, e interpretado pelo próprio Anka, servindo como tema do Wálter e Marli. A oitava faixa, "Divina Cincoentona", é composto e interpretado por Juca Chaves, serve como segundo tema da Haydée. A nona canção, "Daydream", composto por John Sebastian e interpretado por David Cassidy, serve de tema da Suzy. A décima faixa é "Let Me In", foi composto e interpretado pelo grupo musical estadunidense The Osmonds, serve de tema de Lúcio. A décima-primeira faixa, "Sweet Cathy", composto por Mr. Charlie e Pete Dunaway e interpretado da qual Charlie é cantor, servindo como terceiro tema da Catarina. A trilha sonora termina com a canção "Música no Ar" foi composto e interpretado pelo cantor Tim Maia que fez parte do 4º álbum de estúdio do cantor homônimo, servindo como tema da Márcia.
O tema de abertura de As Divinas...e Maravilhosas, "Love's Theme", voltou a ser usado 30 anos depois em outra telenovela, Celebridade, exibida pela TV Globo em 2003, também na abertura.
Lista de faixas
| Lado A |                                            |                          |                       |         |  |
| N.º    | Título                                     | Compositor(es)           | Intérprete(s)         | Duração |  |
| 1.     | "Love's Theme" (Tema de abertura)          | Barry White              | John Barry-Moore      | 4:15    |  |
| 2.     | "My Lady" (Tema da Helena)                 | Jorge Ben                | Jorge Ben             | 4:16    |  |
| 3.     | "Never For Me" (Tema da Heloísa)           | James Sturkey            | The Millionaires      | 2:00    |  |
| 4.     | "Donzela" (Tema da Catarina)               | Naire Paulinho Tapajós   | Nara Leão             | 2:44    |  |
| 5.     | "Smoke Gets In Your Eyes" (Tema da Haydée) | Jerome Kern Otto Harbach | The Platters          | 2:33    |  |
| 6.     | "Tema de Cathy" (Tema da Catarina)         | César Camargo Mariano    | César Camargo Mariano | 2:45    |  |

| Lado B |                                       |                          |               |         |  |
| N.º    | Título                                | Compositor(es)           | Intérprete(s) | Duração |  |
| 7.     | "Hey Girl" (Tema de Wálter e Marli)   | Johnny Harris Paul Anka  | Paul Anka     | 3:16    |  |
| 8.     | "Divina Cincoentona" (Tema da Haydée) | Juca Chaves              | Juca Chaves   | 2:18    |  |
| 9.     | "Daydream" (Tema da Suzy)             | John Sebastian           | David Cassidy | 3:05    |  |
| 10.    | "Let Me In" (Tema de Lúcio)           | The Osmonds              | The Osmonds   | 3:38    |  |
| 11.    | "Sweet Cathy" (Tema da Catarina)      | Mr. Charlie Pete Dunaway | Mr. Charlie   | 4:25    |  |
| 12.    | "Música no Ar" (Tema da Márcia)       | Tim Maia                 | Tim Maia      | 2:39    |  |

- Sonoplastia: Laurindo Salvador
- Coordenação de produção: Cayon Gadia
- Direção de produção: Paulo de Tarso